# Michael Paryla
Michael Paryla (1935 - 21 de enero de 1967) fue un actor cinematográfico y televisivo austriaco.

## Biografía
Nacido en Viena, Austria, era hijo del actor y director Karl Paryla y de su esposa, Eva Maria Steinmetz. Sus hermanos menores, fruto del segundo matrimonio de su padre con la actriz Hortense Raky, son Nikolaus Paryla y Stephan Paryla-Raky, ambos también actores. Su tío Emil Stöhr fue también actor y director.
Michael Paryla falleció en Hamburgo, Alemania, en el año 1967.

## Filmografía (selección)
- 1964 : Aktion Brieftaube - Schicksale im geteilten Berlin (telefilm)
- 1964 : Der Strohhalm (telefilm)
- 1965 : Rosemarie (telefilm)
- 1965 : Der Forellenhof (serie TV), episodio Gäste aus Kanada